# Al-Bayan al-Mughrib
Kitāb al-bayān al-mughrib fī ākhbār mulūk al-andalus wa'l-maghrib (ﻛﺘﺎﺏ ﺍﻟﺒﻴﺎﻥ ﺍﻟﻤﻐﺮﺏ ﻓﻲ ﺍﺧﺒﺎﺮ ﻣﻠﻮﻚ ﺍلاﻧﺩﻟﺲ ﻭﺍﻟﻤﻐﺮﺏ, Libro della dilettevole esposizione della storia dei re di al-Andalus e Marocco) è il titolo di un'importante opera storiografica medievale sulla storia del Marocco e di al-Andalus (la penisola iberica sotto dominio islamico), composto in arabo a Marrakech intorno al 1312 da Ibn Idhari. Il valore di quest'opera, secondo gli studiosi contemporanei, sta nel fatto che essa contiene importanti informazioni assenti da altre fonti, e in particolare include materiale estratto da opere anteriori oggi andate perdute. Di solito questo testo è noto con il titolo abbreviato al-Bayān al-Mughrib (البيان المغرب) (La dilettevole esposizione) o, semplicemente il Bayān.
L'opera è stata divisa dallo stesso autore in 3 parti:
- Storia del Maghreb dall'arrivo dell'Islam al XII secolo
- Storia di Al-Andalus (la penisola Iberica musulmana) nello stesso periodo
- Storia degli Almoravidi e degli Almohadi

Mentre il testo delle prime due parti è noto da parecchio tempo, solo nel XX secolo sono venute alla luce porzioni della terza parte. Questa parte è ancor oggi conosciuta solo in modo incompleto a causa sia della mancanza di un certo numero pagine (tra cui il principio e la fine), sia dei danni che gli insetti hanno provocato nei manoscritti. Ciononostante, i frammenti sono importanti per correggere errori e colmare lacune dell'altro testo medievale sulla storia del Marocco, il più noto Rawd al-Qirtas.
l testo arabo delle prime due parti venne pubblicato per la prima volta nel XIX secolo da Dozy; una seconda edizione, corretta, di queste parti, è stata pubblicata da Colin e Levi-Provencal nel 1948. L'edizione pubblicata nel 1983 a Beirut a cura di Ihsan Abbas comprende anche la terza parte incompleta.
Le traduzioni in lingue europee non sono molte. La traduzione in francese di Fagnan del 1901, basata sul testo edito da Dozy, non viene di solito tenuta in grande considerazione. Esistono diverse traduzioni in spagnolo, tra cui spiccano quelle di Huici Miranda.